# Högsttjärnen
Högsttjärnen är en sjö i Sundsvalls kommun i Medelpad och ingår i Indalsälvens huvudavrinningsområde. Sjön är 6,9 meter djup, har en yta på 0,0753 kvadratkilometer och är belägen 207 meter över havet. Sjön avvattnas av vattendraget Stenbitbäcken.

## Delavrinningsområde
Högsttjärnen ingår i det delavrinningsområde (694896-157123) som SMHI kallar för Mynnar i Ljustorpsån. Medelhöjden är 232 meter över havet och ytan är 18,01 kvadratkilometer. Det finns inga avrinningsområden uppströms utan avrinningsområdet är högsta punkten. Stenbitbäcken som avvattnar avrinningsområdet har biflödesordning 3, vilket innebär att vattnet flödar genom totalt 3 vattendrag innan det når havet efter 34 kilometer. Avrinningsområdet består mestadels av skog (90 procent). Avrinningsområdet har 0,08 kvadratkilometer vattenytor vilket ger det en sjöprocent på 0,4 procent.